# 任跟心
任跟心（1963年9月22日—），女，汉族，山西襄汾人，中国蒲剧表演艺术家，一级演员，山西临汾蒲剧院院长，山西省戏剧家协会副主席，中国戏剧梅花奖二度梅获得者。